# 이희범
이희범(李熙範, 1949년 3월 23일 ~ )은 대한민국의 공무원, 기업인, 교육인이다. 본관은 재령이며, 경상북도 안동시 출신이다.

## 학력
- 서울대학교 사범대학 부설고등학교 졸업
- 서울대학교 전자공학과 학사
- 서울대학교 행정대학원 행정학
- 조지워싱턴 대학교 경영학 석사
- 경희대학교 대학원 경영학 박사
- 호서대학교 명예행정학 박사

## 경력
- 1972.10: 제12회 행정고등고시 수석 합격
- 1973.5 ~ 1981.6 : 상공부 사무관 (상무과, 수입과, 전자공업과, 수출진흥과)
- 1981.6 ~ 1983.6 : 대통령비서실 사정비서실 행정관
- 1983.6 ~ 1988.4 : 상공부 정보기기과 과장, 수출 1과 과장
- 1988.4 ~ 1991.7 : 주미한국대사관 상무관보(미국 워싱턴 소재)
- 1991.12 ~ 1992.12 : 상공자원부 총무과장
- 1993.4 ~ 1994.2 : 통상산업부 전자정보공업국장
- 1994.2 ~ 1997.8 : 주EU한국대표부 상무관(벨기에 브뤼셀 소재)
- 1997.8 ~ 1998.9 : 산업자원부 산업정책국장
- 1998.9 ~ 1999.6 : 산업자원부 무역위원회 상임위원
- 1999.6 ~ 2000.10 : 산업자원부 차관보
- 2000.10 ~ 2001.3 : 산업자원부 자원정책실장
- 2001.4 ~ 2002.2 : 산업자원부 차관
- 2002.2 ~ 2003.4 : 한국생산성본부 회장
- 2003.4 ~ 2003.12 : 제7대 서울산업대학교 총장
- 2003.12 ~ 2006.2 : 제8대 산업자원부 장관
- 2006.2 ~ 2009.2 : 제26대 한국무역협회 회장
- 2007.2 ~ 2009.2 : 산학협동재단 이사장
- 2007.10 ~ 2011.12 : 해비치사회공헌재단 이사장
- 남아공 ESKOM(국영전력회사) 사외이사
- 2008.4 ~ 2013.2 : 국가경쟁력강화위원회 위원
- 2008.5 ~ 2009.4 : 한-아랍 소사이어티 이사장
- 2008.7 ~ 2011.7 : 남아프리카공화국 국영전력회사 사외이사
- 2009.3 STX 에너지, 중공업 총괄 회장
- 2009.3 ~ 2012.3 : 대한항공 사외이사
- 2006.11 : 한국공학한림원 이사 (부회장:2006.10∼2010.07)
- 2010.9 : 싱가포르 국제에너지정책자문위원회(IAP) 위원
- 2012.5 : 사우디아라비아 킹압둘아지즈대학 국제자문위원
- 2013.5 : 사회보장위원회 위원
- 2010.9 ~ 2014.2 : 한국경영자총협회 회장
- 2014 ~ : 한국경영자총협회 명예회장
- 2014.3 ~ 2014.5 : LG상사 대표이사 부회장, CEO
- 2014.5 : LG상사 고문
- 2016.5 ~ 2019.03 : 2018 평창동계올림픽 조직위원회 조직 위원장
- 2017.03 ~ 2021.03 : 학교법인 숙명학원 이사
- 2019.02 ~ : 제3대 한국정신문화재단 이사장
- 2019.03 ~ 2020.01 : 웅진코웨이 사외이사
- 2020.01 ~ 2023.02: 경북문화재단 대표이사
- 2020.06 ~ 2022.03 : 제28대 서울대학교 총동창회장
- 2026년 동계올림픽 개최지 평가위원회 평가위원
- 2021.03 ~ 2023.02 : 풍산홀딩스 사외이사
- 2022.03 ~ : 서울대학교 총동창회 명예회장
- 사단법인 대한노인회 고문
- (재) 영주세계풍기인삼엑스포 조직위원장
- 2022.06 ~ : 경상북도 투자유치특별위원회 공동위원장
- 2023.01 ~ : 부영그룹 회장
- 서울대학교사범대학부설고등학교 실험학교 추진위원회 위원장
- 2025.06 ~ : 아시아·대한민국 아트피아드위원회 위원장

## 주요 협상 경력
- 한․EU 조선협상 수석대표 (브뤼셀)
- 한․터키 섬유협상 수석대표 (앙카라)
- 다자철강협상(MSA) 실무수석대표 (제네바)
- 한․미 섬유 협상 및 지적재산권협상대표 (워싱턴)
- 한․미 수퍼301조 협상대표 (워싱턴)

## 수상
- 1985년 : 대통령 표창
- 2003년 : 황조근정훈장
- 2005년 : 청조근정훈장
- 2005년 : 한중수교 15주년 공로상
- 2006년 : 주한미국상공회의소 공로상
- 2007년 : 제5회 글로벌CEO賞 국제협력부문대상
- 2013년 : 국민훈장 무궁화장
- 2018년 : IOC훈장 금장

## 저서
- 유럽통합론(1997. 12, 2007.01 전면개정, 법문사刊)

| 전임 오영교 | 제3대 산업자원부 차관 2001년 4월 2일 ~ 2002년 2월 4일 | 후임 임내규 |

| 전임 이진설 | 제7대 서울산업대학교 총장 2003년 4월 21일 ~ 2003년 12월 17일 | 후임 윤진식 |

| 전임 윤진식 | 제8대 산업자원부 장관 2003년 12월 17일 ~ 2006년 2월 10일 | 후임 정세균 |

| 전임 김재철 | 제26대 한국무역협회 회장 2006년 2월 ~ 2009년 2월 | 후임 사공일 |

| 전임 이수영 | 제5대 한국경영자총협회 회장 2010년 9월 ~ 2014년 2월 | 후임 박병원 |

| 전임 조양호 | 제3대 평창 올림픽·패럴림픽 조직위원회 조직위원장 2016년 5월 4일 ~ 2019년 3월 31일 | 후임 (해산) |

| 전임 조양호 | 제26대 올림픽 조직위원회 위원장 2016년 5월 4일 ~ 2018년 2월 25일 | 후임 차이치 |